# S16 (album)
S16 è il secondo album in studio del cantautore francese Woodkid, pubblicato il 16 ottobre 2020 dalla Green United Music.

## Tracce
1. Goliath – 3:51 (Woodkid, Bejamin Esser, Ryan Lott)
2. In Your Likeness – 5:57 (Woodkid, Ryan Lott, Benjamin Esser)
3. Pale Yellow – 4:10 (Woodkid)
4. Enemy – 4:05 (Woodkid, Benjamin Esser, Allyson Ezell, Ryan Lott)
5. Highway 27 – 3:56 (Woodkid, Allyson Ezell, Ryan Lott)
6. Reactor – 5:39 (Woodkid, Ryan Lott)
7. Drawn to You – 4:10 (Woodkid, Benjamin Esser)
8. Shift – 3:51 (Woodkid, Caroline Shaw)
9. So Handsome Hello – 3:47 (Woodkid, Allyson Ezell)
10. Horizons into Battlegrounds – 3:42 (Woodkid, Allyson Ezell)
11. Minus Sixty One – 5:16 (Woodkid, Allyson Ezell)

## Formazione
Hanno partecipato alle registrazioni, secondo le note di copertina:
Musicisti
- Woodkid – voce, strumentazione, arrangiamento (eccetto traccia 3), pianoforte (tracce 1, 3, 6-8), programmazione (eccetto tracce 2 e 10)
- Tanguy Destale – programmazione (eccetto tracce 2 e 10), arrangiamento (tracce 3, 7, 10 e 11)
- Ryan Lott – programmazione (tracce 1, 2 e 5), arrangiamento (tracce 2, 5 e 6), pianoforte (traccia 2)
- Sally Hebert – arrangiamento (tracce 1, 2, 4, 5 e 7), direzione orchestra (eccetto traccia 6)
- Rob Moose – arrangiamento e violino (traccia 6)
- Eliza Marshall – flauto basso (traccia 1 e 5)
- Anna Noakes – flauto basso (traccia 1 e 5)
- Anthony Pike – clarinetto basso (tracce 1, 4 e 5)
- David Fuest – clarinetto contrabbasso (tracce 1, 4 e 5)
- Gavin McNaughton – fagotto (tracce 1 e 5)
- Rachel Simms – controfagotto (tracce 1 e 5)
- Richard Watkins – corno (eccetto tracce 3, 6 e 8)
- Pip Eastop – corno (tracce 1, 2, 4 e 7)
- Simon Rayner – corno (tracce 1, 2, 4 e 7)
- Andy Wood – trombone (tracce 1, 2, 4 e 7)
- Ed Tarrant – trombone basso (tracce 1, 2 e 4)
- Owen Slade – bassotuba (1, 2 e 4)
- Everton Nelson – primo violino (tracce 1-5 e 7)
- Steve Morris – violino (tracce 1-5 e 7)
- Jackie Shave – violino (tracce 1-5 e 7)
- Tom Pigott-Smith – violino (tracce 1-5 e 7)
- Lucy Wilkons – violino (tracce 1-5 e 7)
- Calina De La Mare – violino (tracce 1-5 e 7)
- Louisa Fuller – violino (tracce 1-5 e 7)
- Emlyn Singleton – violino (tracce 1-5 e 7)
- Laura Melhuish – violino (tracce 1-5 e 7)
- Emil Chakalov – violino (tracce 1-5 e 7)
- Richard George – violino (tracce 1-5 e 7)
- Ian Humphries – violino (tracce 1-5 e 7)
- Oli Langford – violino (tracce 1-5 e 7)
- Warren Zielinski – violino (tracce 1-5 e 7)
- Natalia Bonner – violino (tracce 1-5 e 7)
- Bruce White – viola (tracce 1-5 e 7)
- Rachel Robson – viola (tracce 1-5 e 7)
- Clare Finnmore – viola (tracce 1-5 e 7)
- Claire Orsler – viola (tracce 1-5 e 7)
- Reihad Chibah – viola (tracce 1-5 e 7)
- Nick Barr – viola (tracce 1-5 e 7)
- Ian Burdge – violoncello (tracce 1-5 e 7)
- Chris Worsey – violoncello (tracce 1-5 e 7)
- Tony Woollard – violoncello (tracce 1-5 e 7)
- Sophie Harris – violoncello (tracce 1-5 e 7)
- Vicky Matthews – violoncello (tracce 1-5 e 7)
- Chris Laurence – contrabbasso (tracce 1-5 e 7)
- Richard Pryce – contrabbasso (tracce 1-5 e 7)
- Lucy Shaw – contrabbasso (tracce 1-5 e 7)
- Rafiq Bhatia – chitarra (traccia 3)
- Paul Prier – pianoforte (tracce 4 e 10), arrangiamento (traccia 10)
- Jenny Nendick – contractor (tracce 1-5 e 7)
- Suginami Junior Chorus – coro (tracce 6 e 11)
- Asako Tsushima – direzione coro (tracce 6 e 11)
- Kimihiro Sadakuni – direzione coro (tracce 6 e 11)
- Lola Descours – fagotto (traccia 11)
- Romy Bischoff – clarinetto (traccia 11)
- Luca Saint Criq – sassofono (traccia 11)

Produzione
- Woodkid – produzione, registrazione
- Tanguy Destable – produzione, registrazione
- Ryan Lott – produzione e registrazione (tracce 1, 2, 5 e 6)
- Etienne Caylou – registrazione aggiuntiva (tracce 1 e 3)
- Felix Remy – registrazione aggiuntiva (tracce 1 e 3)
- Phazz – produzione aggiuntiva (traccia 1)
- Kurt Uenala – registrazione parti vocali (tracce 1-3, 5 e 7)
- John Barrett – registrazione orchestra (eccetto traccia 6)
- Christopher Parker – assistenza tecnica (eccetto traccia 6)
- Cameron Masterns – assistenza tecnica (eccetto traccia 6)
- Chris Tabron – missaggio
- Brandon Peralta – missaggio
- Bertrand Fresel – premissaggio orchestra (eccetto traccia 6)
- Dave Kutch – mastering (traccia 1)
- Antoine "Chab" Chabert – mastering (eccetto traccia 1)
- Vladimir Cauchemar – produzione aggiuntiva (traccia 3)
- Ferderic Vectol – registrazione parti vocali (tracce 4-6 e 9-11)
- Yoshinori Adachi – registrazione coro (tracce 6 e 11)
- Jun Suzuki – coordinatore (tracce 6 e 11)